# موسسه آموزشی ایالتی کومی
مؤسسه آموزشی دولتی کومی (روسی: Коми государственный педагогический институт) یک مؤسسه آموزش عالی است که در ۱۸ نوامبر ۱۹۳۱ برای آموزش معلمان تأسیس شد. در ۱۴ فوریه ۲۰۱۳ با ادغام با دانشگاه ایالتی سیکتیوکار، سازماندهی مجدد شد.

## تاریخچه
در ۱۸ نوامبر ۱۹۳۱، با فرمان شورای کمیسرهای خلق، مؤسسه آموزشی دولتی کومی در شهر سیکتیوکار تأسیس شد.آ.ف. بوگدانوف به عنوان اولین رئیس مؤسسه منصوب شد. در میان اولین معلمان، استادان واسیلی لیتکین و آ.س. سیدوروف، در مجموع هفده معلم، شامل یک استاد، هشت دانشیار، پنج دستیار و سه معلم، حضور داشتند. در پایان سال ۱۹۳۱، اولین گروه از متقاضیان استخدام شدند که در مجموع صد و بیست و دو نفر پذیرفته شدند که از این تعداد: صد نفر برای سال اول و بیست و دو نفر برای سال دوم از بین کسانی که از سایر مؤسسات آموزش عالی به مؤسسه منتقل شده بودند. افتتاح فرایند آموزشی در ۲۱ فوریه ۱۹۳۲ انجام شد و برنامه‌های درسی مؤسسه در آن زمان به مدت سه سال تدوین شد. ساختار مؤسسه شامل سه بخش بود: شیمی و زیست‌شناسی، فیزیک و ریاضی (فنی) و اجتماعی و ادبی، و همچنین نه بخش عمومی مؤسسه که در این بخش‌ها گنجانده شده بودند.
از سال ۱۹۳۴ تا ۱۹۵۴، مؤسسه معلمان (دو ساله) در مؤسسه آموزشی دولتی کومی برای آموزش معلمان یک مدرسه متوسطه ناقص فعالیت می‌کرد. از سال ۱۹۳۵، ساختار مؤسسه تغییر کرده است، بر اساس سه بخش، چهار دانشکده ایجاد شده است: فیزیک و ریاضیات، علوم طبیعی، زبان‌شناسی (زبان و ادبیات) و تاریخ. در سال ۱۹۳۶، علاوه بر تمام وقت، یک بخش مکاتبات نیز افتتاح شد. در سال ۱۹۳۸، اولین ساختمان دانشگاهی برای مؤسسه ساخته شد و در سال ۱۹۶۵، دومین ساختمان. از سال ۱۹۳۶ تا ۱۹۴۱، حدود هشتصد معلم از دیوارهای مؤسسه فارغ‌التحصیل شدند و به مؤسسات آموزشی جمهوری سوسیالیستی شوروی کومی پیوستند. در سال ۱۹۸۱، با فرمان هیئت رئیسه شورای عالی اتحاد جماهیر شوروی «به خاطر دستاوردهای آموزشی»، به مؤسسه آموزشی دولتی کومی نشان افتخار اعطا شد.
برای دوره ۱۹۹۰ تا ۲۰۱۴، این مؤسسه دارای بخش‌های تمام وقت و پاره وقت، هشت دانشکده: جغرافیا و زیست‌شناسی، زبان‌شناسی، زبان‌های خارجی، فیزیک و ریاضیات، آموزش و پرورش و روش‌های آموزش ابتدایی، فناوری و کارآفرینی، حرفه‌های تدریس اضافی، آموزش حرفه ای اضافی، هفت بخش عمومی مؤسسه: آموزش و پرورش، جامعه‌شناسی و علوم سیاسی، فلسفه، تاریخ و نظریه اقتصادی، روان‌شناسی عمومی، تربیت بدنی و زبان‌های خارجی بود. بیش از سه هزار و نهصد دانشجو در بخش‌های مکاتبه ای و تمام وقت آموزش دیدند. در سال ۱۹۹۱، مدرسه شبانه‌روزی لیسئوم جمهوری کومی برای آموزش پاره وقت برای کودکان با استعداد از مناطق روستایی با بیش از پانصد دانشجو در این مؤسسه تأسیس شد. از سال ۱۹۳۲ تا ۲۰۱۴، این مؤسسه حدود سی هزار معلم متخصص بسیار ماهر را آموزش داد که از این تعداد، بیش از هزار و دویست نفر متعاقباً عنوان افتخاری معلمان ممتاز سطح جمهوری و سراسری (تمام روسی) را دریافت کردند.
در ۱۴ فوریه ۲۰۱۳، به دستور وزارت آموزش و علوم فدراسیون روسیه، در نتیجه سازماندهی مجدد مؤسسه آموزشی ایالتی کومی، این مؤسسه با دانشگاه ایالتی سیکتیوکار ادغام شد.

## جوایز
- نشان افتخار (اتحاد جماهیر شوروی در سال ۱۹۸۱ - "برای دستاوردهای آموزش پرسنل")[۸]

## مدیریت
- الکساندر فیلیمونوویچ بوگدانوف (۱۹۳۱–۱۹۳۲)
- واسیلی الکساندروویچ آیبابین (۱۹۳۲–۱۹۳۳)
- دیمیتری ایوانوویچ شولپوف (۱۹۳۳–۱۹۳۵)
- نیکولای آفاناسیویچ میخیف (۱۹۳۵–۱۹۳۷، ۱۹۴۵–۱۹۴۸)
- پیتیریم ایوانوویچ رازمیسلوف (۱۹۳۷–۱۹۳۸)
- دن تیموفیویچ استپولو (۱۹۳۸–۱۹۴۱)
- گنادی پتروویچ بالین (۱۹۳۸، ۱۹۴۱)
- کنستانتین دیمیتریویچ میتروپولسکی (۱۹۴۱–۱۹۴۳)
- آندری گریگوریویچ نازارکین (۱۹۴۳–۱۹۴۵)
- الکساندر الکساندروویچ کوکارف (۱۹۴۸–۱۹۵۳)
- نیکولای واسیلیویچ شوکتوموف (۱۹۵۳–۱۹۵۶)
- پتر افیموویچ کوکلف (۱۹۵۶–۱۹۵۸)
- نیکولای پروکوپیویچ بزنوسیکوف (۱۹۶۱–۱۹۷۲)
- واسیلی نیکولایویچ آخمیف (۱۹۷۲–۲۰۰۳)
- والریان نیکولاویچ ایساکوف (۲۰۰۳–۲۰۱۱)
- میخائیل دیمیتریویچ کیتایگورودسکی (۲۰۱۱–۲۰۱۴)[۹]

## استادان و فارغ التحصیلان برجسته
- واسیلی لیتکین - دکترای فلسفه، عضو آکادمی علوم فنلاند. برنده جایزه دولتی جمهوری سوسیالیستی شوروی کومی. کوراتووا، کارمند محترم علوم و فناوری جمهوری سوسیالیستی شوروی شوروی و جمهوری سوسیالیستی شوروی کومی.
- مارینا پیلایوا - استاد ارجمند ورزش روسیه، دارنده مدال نقره قهرمانی جهان و مدال برنز قهرمانی اروپا
- ولادیمیر تورلوپوف - رئیس شورای دولتی جمهوری کومی، رئیس‌جمهوری کومی، عضو شورای فدراسیون

## ادبیات
- Республика Коми. Энциклопедия: В ۳ т. / Comi nauch. центр УрО РАН; Рощевский М. П. (gl. red.) و dr. - Сыктывкар: Comi kn. изд-во, Т. ۲. - ۱۹۹۹. - ۵۷۵ с. -
- مؤسسه Comi gosudarstvennomu pedagogicheskomu — ۷۰ лет / М-во образования Рос. فدراسیون‌ها В. Н. آخمه و د. - Сыктывкар: کِپِی، ۲۰۰۲. - ۱۲۶ س.
- Летопись Коми государственного педагогического института (۱۹۳۲—۲۰۱۴) / сост. : В. Н. Исаков и др. , Министерство науки и высшего образования Российской Федерации, ФГБОУ ВО "СГУ им. Питирима Сорокина"; Сыктывкар، ۲۰۱۹.

## پیوندها
- "КГПИ — 90". Museum complex of the Syktyvkar State University named after I.I. Pitirim. Retrieved 2022-02-02.